# Aloysius Muench

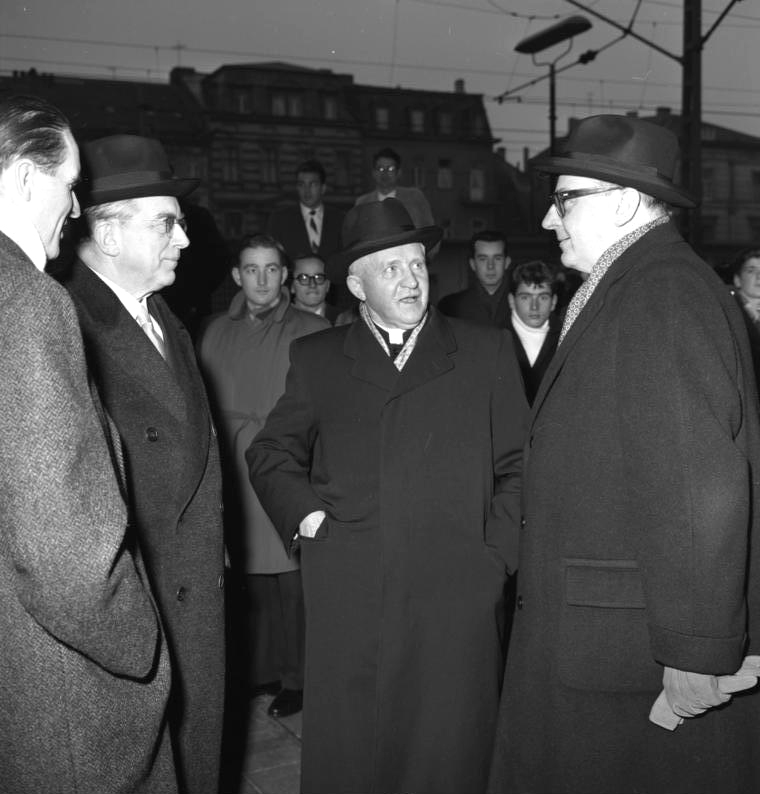
Aloysius Muench (Mitte) bei seiner Verabschiedung aus Bonn, 1959

Wappen von Aloysius Joseph Kardinal Muench

Aloysius Joseph Kardinal Muench (* 18. Februar 1889 in Milwaukee, Wisconsin; † 15. Februar 1962 in Rom) war ein US-amerikanischer katholischer Theologe, Diplomat des Heiligen Stuhls  und Kurienkardinal. Er war von 1935 bis 1959 Bischof von Fargo, von 1946 bis 1951 Apostolischer Visitator und anschließend bis 1959 erster Apostolischer Nuntius in der Bundesrepublik Deutschland.

## Leben

### Herkunft, Studien und wissenschaftliche Laufbahn
Aloysius Muench wurde 1889 als Sohn der deutschen Einwanderer Joseph Muench und Theresa Kraus geboren. Nach Abschluss des Studiums der Philosophie und der Theologie am Saint Francis Seminary in Milwaukee wurde er am 8. Juni 1913 von Erzbischof Sebastian Gebhard Messmer für das Erzbistum Milwaukee zum Priester geweiht. Er war Kaplan und Studentenseelsorger und studierte „nebenher“ Wirtschaftswissenschaft an der University of Wisconsin in Madison. 1918 beendete er sein Studium mit einem Master-Abschluss. 1919 nahm er ein Promotionsstudium der Sozialwissenschaften an der Universität Fribourg auf. Dort wurde er Mitglied der katholischen Studentenverbindung K.D.St.V. Teutonia Freiburg im Uechtland im CV. 1921 wurde er promoviert. Weiterführende Studien an der Katholischen Universität Löwen, an der Universität Oxford, an der Universität Cambridge und an der Sorbonne schlossen sich an. 1922 wurde er Professor für Dogmatik und Sozialwissenschaften am Saint Francis Seminary und 1929 Dekan der Theologischen Fakultät sowie Regens des Priesterseminars.

### Bischof von Fargo
Muench wurde am 10. August 1935 zum Bischof von Fargo ernannt. Am 15. Oktober 1935 empfing er durch den Apostolischen Delegaten in den USA, Amleto Giovanni Cicognani, die Bischofsweihe. Mitkonsekratoren waren die Weihbischöfe Christian Hermann Winkelmann aus Saint Louis und William Richard Griffin aus La Crosse. Am 6. November 1935 wurde er als Bischof inthronisiert.

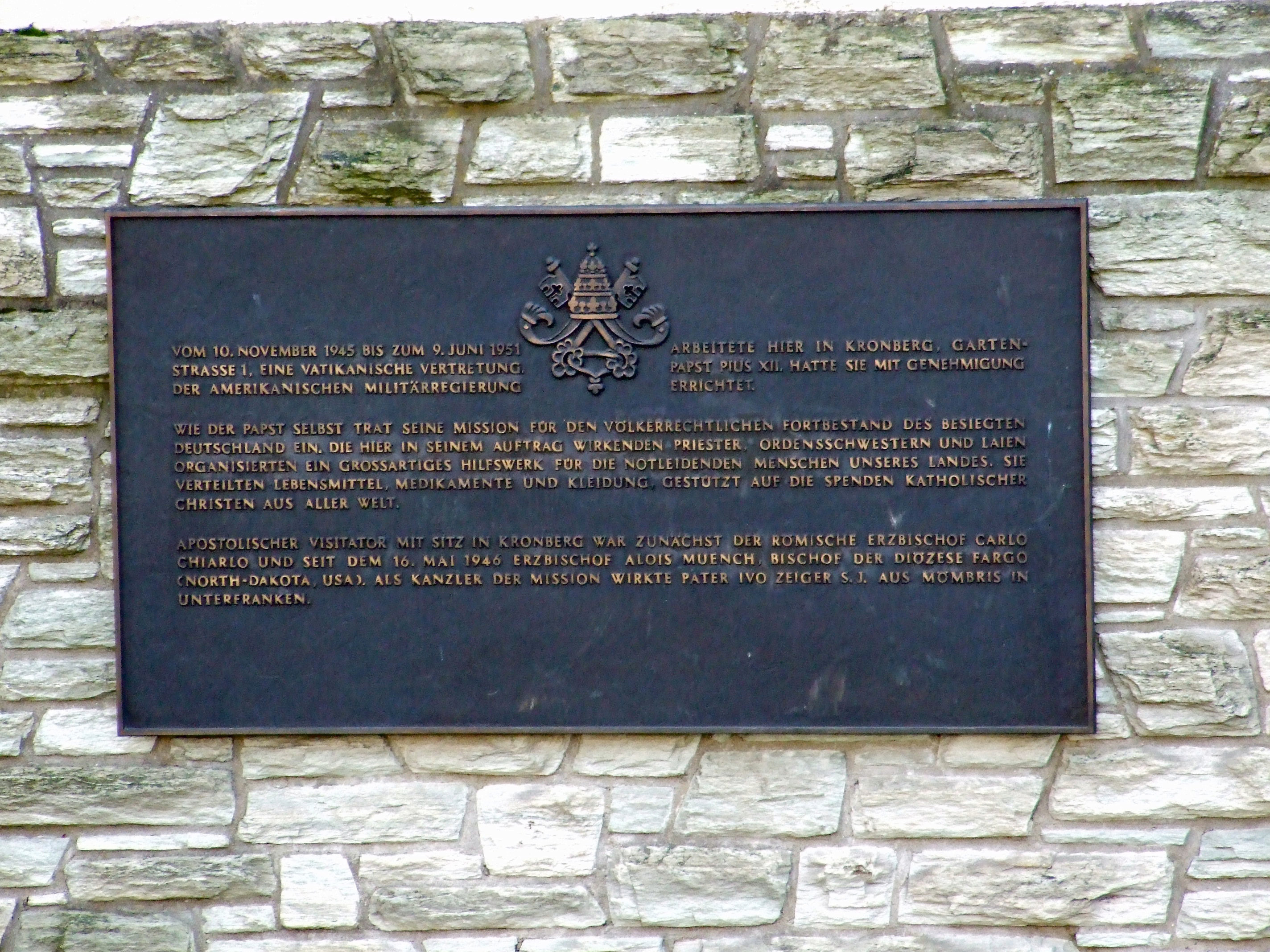
Gedenktafel zu seiner Tätigkeit als Apostolischer Visitator in Kronberg 1946–1949

### Apostolischer Visitator in Deutschland
Seit 1946 war Aloysius Muench als Apostolischer Visitator und Leiter der Päpstlichen Mission für die Flüchtlinge in Deutschland mit Sitz in Kronberg im Taunus tätig. Sein Seelsorge-Auftrag umfasste die Betreuung der Geflüchteten und Vertriebenen aus Osteuropa. Bis zum Sommer 1949 organisierte er den Transport von rund 950 Güterwaggons mit päpstlichen Hilfsgütern nach Deutschland. Unterstützung fand er auch bei der US-Regierung; vor der Aufnahme seiner Tätigkeit in Kronberg erhielt er vom US-Verteidigungsminister Robert P. Patterson die Ernennungsurkunde als „Verbindungsbeauftragter für religiöse Angelegenheiten bei der US-Militärregierung in Deutschland“. Durch seine Kontakte in die USA vermittelte Muench einen beachtlichen Spendenfluss in das zerstörte Deutschland. Nach der Gründung der Bundesrepublik Deutschland wurde die Kronberger Apostolische Mission 1951 aufgelöst.
Muench wird zu den einflussreichen Kritikern der Verurteilung nationalsozialistischer Kriegsverbrecher in den Nürnberger Nachfolgeprozessen gezählt. Er trat für großzügige Friedensbedingungen für Deutschland ein, was für ihn die Begnadigung der Verurteilten einschloss. Münch engagierte sich nicht-öffentlich beispielsweise für die Freilassung von Alfried Krupp, nicht jedoch für Otto Ohlendorf, der an den Massenmorden der Einsatzgruppen beteiligt war. Mehrfach geriet er mit den amerikanischen Militärbehörden in Konflikt; in der Schrift One World in Charity verglich er die alliierte Besatzungspolitik mit dem nationalsozialistischen Regime. Muenchs Weltbild wird als von scharfem Antikommunismus sowie antifaschistischen und antisemitischen Überzeugungen geprägt geschildert.

### Nuntius
Am 21. Oktober 1949 ernannte Papst Pius XII. Muench zum „Regenten der Apostolischen Nuntiatur im Deutschen Reich“, die seit dem Tod von Nuntius Cesare Orsenigo 1945 vakant war. Deren behelfsmäßige Büros befanden sich in Eichstätt, da Erzbischof Orsenigo mit seinen Mitarbeitern angesichts der vorrückenden Roten Armee im Februar 1945 aus Berlin nach Eichstätt geflüchtet war. Am 28. Oktober 1950 verlieh der Papst Muench den persönlichen Titels eines Erzbischofs und versetzte ihn in Amt und Würde eines Nuntius. Am 9. März 1951 erfolgte der offizielle Amtsantritt als „Nuntius Apostolicus in Germania“. Mit diesem Titel und durch die Formulierung seines Beglaubigungsschreibens, Muench sei Nuntius „beim deutschen Volk“, stellte Papst Pius XII. klar, dass Muench nicht nur Nuntius in der Bundesrepublik Deutschland, sondern für ganz Deutschland sein sollte. Doch konnte Muench nur zweimal als Nuntius in die DDR einreisen: 1954 anlässlich der 1.200-Jahrfeier des Märtyrertods des heiligen Bonifatius und 1957 anlässlich des 750. Todestags der heiligen Elisabeth von Thüringen, als 70.000 Katholiken an der heiligen Messe teilnahmen, die Muench auf den Domstufen des Erfurter Doms feierte.
Muenchs Amtssitz war ab 1952 (formal schon ab 1951) der Turmhof in Bad Godesberg-Plittersdorf.
Sein in den USA gelegenes Bistum Fargo behielt Muench in den 13 Jahren seiner Tätigkeit als Visitator und als Nuntius in Deutschland bei. Die dortigen Amtsgeschäfte übernahm ab 1947 Weihbischof Leo Ferdinand Dworschak, der zum Apostolischen Administrator für das Bistum Fargo bestellt wurde.

### Kardinal
1959 verabschiedete Muench sich nicht nur als Nuntius aus Deutschland, sondern verzichtete am 9. Dezember 1959 auch auf das Bistum Fargo, woraufhin er noch am gleichen Tag zum Titularerzbischof von Selymbria ernannt wurde. Am 14. Dezember 1959 nahm ihn Papst Johannes XXIII. als Kardinalpriester mit der Titelkirche San Bernardo alle Terme in das Kardinalskollegium auf. Muench war der erste Amerikaner mit Sitz und Stimme in der römischen Kurie.
Kardinal Muench verstarb 1962 in Rom und wurde in seiner Bischofsstadt Fargo beigesetzt.

## Ehrungen
- Im Jahr 1950 wurde er zum Ehrenbürger von Kemnath (Oberpfalz), dem Heimatort seiner Mutter, ernannt. Später wurde in Kemnath eine Straße nach ihm benannt.[3]
- Nachdem er bereits 1953 – wie schon sein Amtsvorgänger Eugenio Pacelli 1928 – Ehrenmitglied des KStV Askania-Burgundia Berlin im KV geworden war,[4] verlieh ihm 1957 auch der K.St.V. Markomannia zu Münster die Ehrenmitgliedschaft.
- Bundespräsident Theodor Heuss zeichnete Kardinal Muench 1957 mit dem Verdienstorden der Bundesrepublik Deutschland (Großkreuz) aus.

## Schriften
- Theologische Grundgedanken zur katholischen Landvolkbewegung. Verlag Regensberg, Münster 1948.
- mit Oswald von Nell-Breuning: Sozialer Katechismus. Aufriss einer kath. Gesellschaftslehre, herausgegeben durch die Internationale Soziale Studien-Vereinigung. Verlag der Katholischen Kirche in Bayern / Winfried-Werk, Augsburg 1949.
- mit Albert Hartmann: Die sittliche Ordnung der Völkergemeinschaft. Aufriss einer Ethik der internationalen Beziehungen. 1948 überarbeitete und ergänzte Neuausgabe der Erstausgabe von 1937 durch die Internationale Soziale Studien-Vereinigung. Winfried-Werk, Augsburg 1950.